# Tana River (hạt)
Hạt Tana River là một hạt thuộc tỉnh Coast ở Kenya. Theo điều tra dân số ngày 24 tháng 8 năm 1999, hạt này có dân số 180901 người. Hạt Tana River có diện tích 38446 km². Hạt lỵ đóng tại Tana River.